# Калц, Юрай
Юрай (Юрица) Калц (сербохорв. Јурај Калц, Juraj Kalc; 1908—1942) — югославский хорватский солдат, участник Гражданской войны в Испании и Народно-освободительной войны Югославии. Народный герой Югославии (посмертно).

## Категория
Родился 22 апреля 1908 в Штиняне (около Пулы) в рабочей семье. Накануне итальянской оккупации с семьёй перебрался в Загреб. После войны работал на заводе, где вступил в рабочий профсоюз, пропагандировавший марксизм. В 1937 году добровольцем отправился в Испанию, вступил в интернациональную бригаду, участвовавшую в гражданской войне на стороне республиканцев. В битве при Эбро был тяжело ранен, ещё одно ранение получил в Арагонской операции. Министерством народной обороны Испанской Республики в декабре 1938 года нагрёждн медалью Борца за Испанию. В том же году принят в КПЮ.
В начале 1941 года во время войны с Германией образовал в городе Сисак партизанский отряд, совместно с партийным руководством проводил операции в Бановине. После прибытия диверсанта Ивана Хариша Калц присоединился к его группе и начал активную боевую деятельность в Бановине и Босанской-Краине.
Погиб в июле 1942 года в ходе битвы за Козару. Указом Иосипа Броза Тито от 26 сентября 1973 посмертно награждён званием Народного героя Югославии.